# Reddingboot 3 (Watson 3)
Reddingboot 3 ook gekend als Watson 3 is een historische reddingboot uit de Watson klasse die tussen 1948 en 1980 vanuit Oostende opereerde. Het schip werd in 1946 door de Belgische marine besteld bij de scheepswerf Samuel White te East Cowes op het eiland White. Na jarenlange verwaarlozing werd het schip in 2019 overgenomen door vzw Restart die het vaartuig terug naar Oostende bracht met de bedoeling om haar terug volledig vaarklaar te maken.

## Geschiedenis
Onmiddellijk na de Tweede Wereldoorlog reorganiseerde de Belgische overheid de reddingsdiensten en bestelde zij drie exemplaren van een verbeterd Watson-type. De bestelling werd in 1946 in Engeland geplaatst bij de werf Samuel White op het eiland Wight. De reddingsboot Watson 3 Oostende werd op 12 juli 1948 te water gelaten en in Oostende gestationeerd. Niet lang nadien werden de Reddingboot 2 in Nieuwpoort en de Reddingboot 1 in Zeebrugge ingezet.
Reddingboot 3 Oostende werd als eerste uit de vaart genomen. In 1980 werd de boot overgebracht naar het Nationaal Visserijmuseum van Oostduinkerke (nu NAVIGO). In 2002 verhuisde de boot naar VZW Archonaut uit Brugge die het schip zou restaureren in het kader van een project voor sociale tewerkstelling. Helaas kon de restauratie niet doorgaan en verloederde het schip verder op een Industrieterrein in Brugge. In oktober 2019 nam vzw Restart het schip over en bracht haar terug naar haar thuishaven in Oostende.

## Watson klasse
Reddingboot 3 is van de Watson klasse. De term Watson klasse refereert naar verschillen houten reddingboten die uitgebaat werden door de Royal National Lifeboat Institution (RNLI) langs de kusten van het Verenigd Koninkrijk en Ierland tussen 1888 en 1991. De romp is gebaseerd op het ontwerp voor RNLI scheepsbouwingenieur George Lennox Watson..

## Technische kenmerken
De Reddingboot 3 is een van de vijf 46 ft 9inch (14,25m) schepen die nog heel sterk lijken op de vooroorlogse 46 ft (14m) schepen met stuurpost achteraan het schip. Nadien werd de stuurpost overdekt en midscheeps geplaatst. De drenkelingenruimte bevindt zich vooraan de boeg van het schip. De drenkelingenruimte werd verwarmd door de zich daar bevindende warmtewisselaar.

## Varend erfgoed
Reddingboot 3 Oostende werd op 28 maart 2011 beschermd als varend erfgoed. De historische waarde van het schip vloeit voort uit de rol die de boot speelde als reddingboot aan de kust. De industrieelarcheologische waarde is afkomstig van het type reddingsboot, uitgerust met twee dieselmotoren. Het schip beschikt ook over een wetenschappelijke waarde dit voortkomt uit het weloverwogen gebruik van waardevolle houtsoorten zoals Mahonie als bouwmateriaal, de onzinkbaarheid, de organisatie aan boord en het plaatsen van de schroeven in een tunnel ter verbetering van de voortstuwing. De Watson 3 Oostende werd eveneens beschermd vanuit de sociaal-culturele waarde van de reddingsboot. De reddingsdiensten staan in verband met de toename van aan de zee verbonden activiteiten zoals de visserij, het vervoer van mensen en goederen en de kustrecreatie.
In januari 2020 werd de Reddingboot 3 erkend als open erfgoed waardoor er ruime subsidiëring van de restauratie mogelijk is in ruil voor regelmatige openstelling van werd en schip voor het grote publiek.

## Restauratie
Dankzij de haven van Oostende die een standplaats voor het schip ter beschikking stelde en enkele bedrijven wordt het schip gerestaureerd door een groep vrijwilligers van vzw Restart.

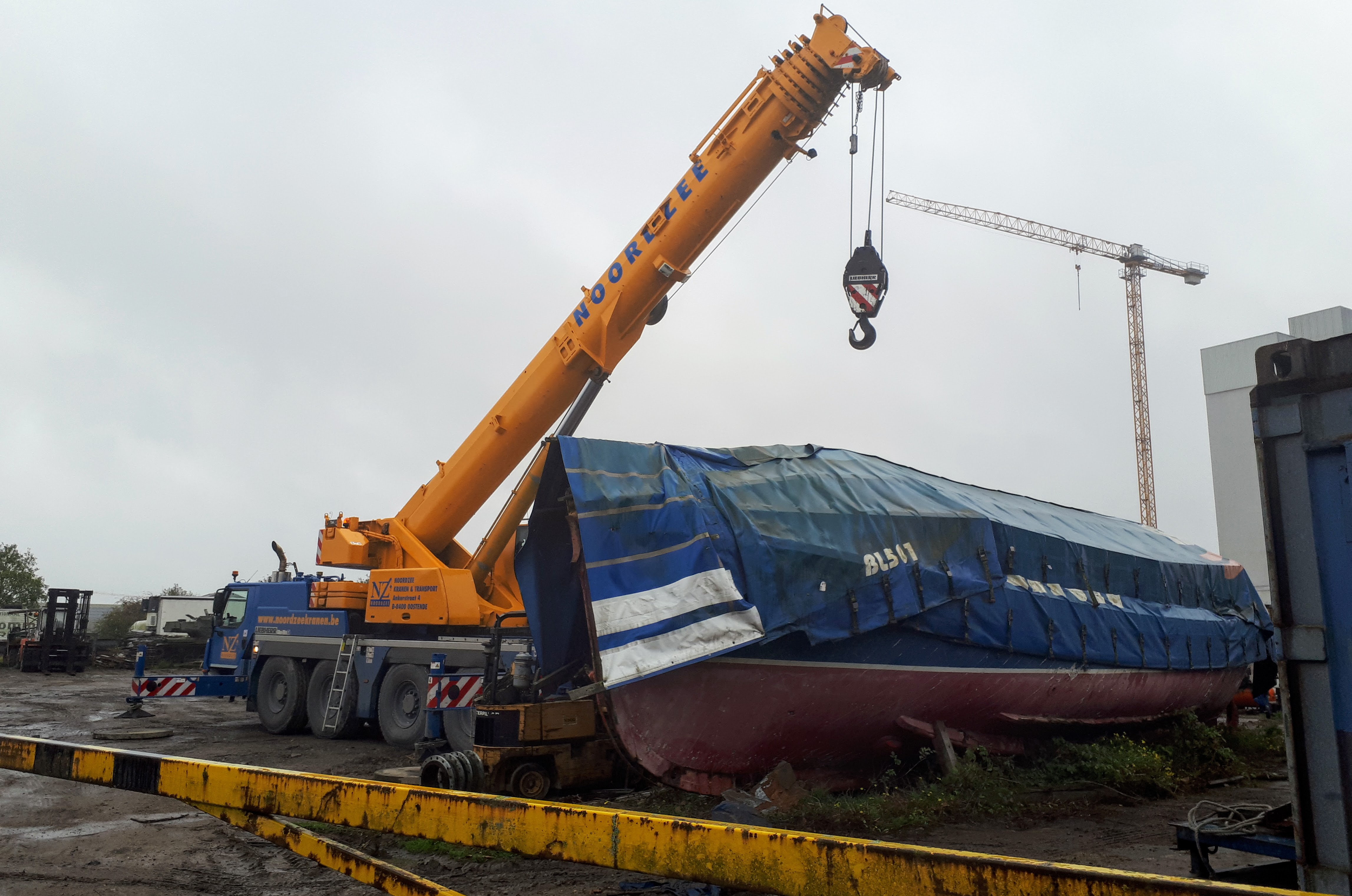
Reddingboot 3 lag jarenlang te verkommeren op een industrieterrein in Brugge.
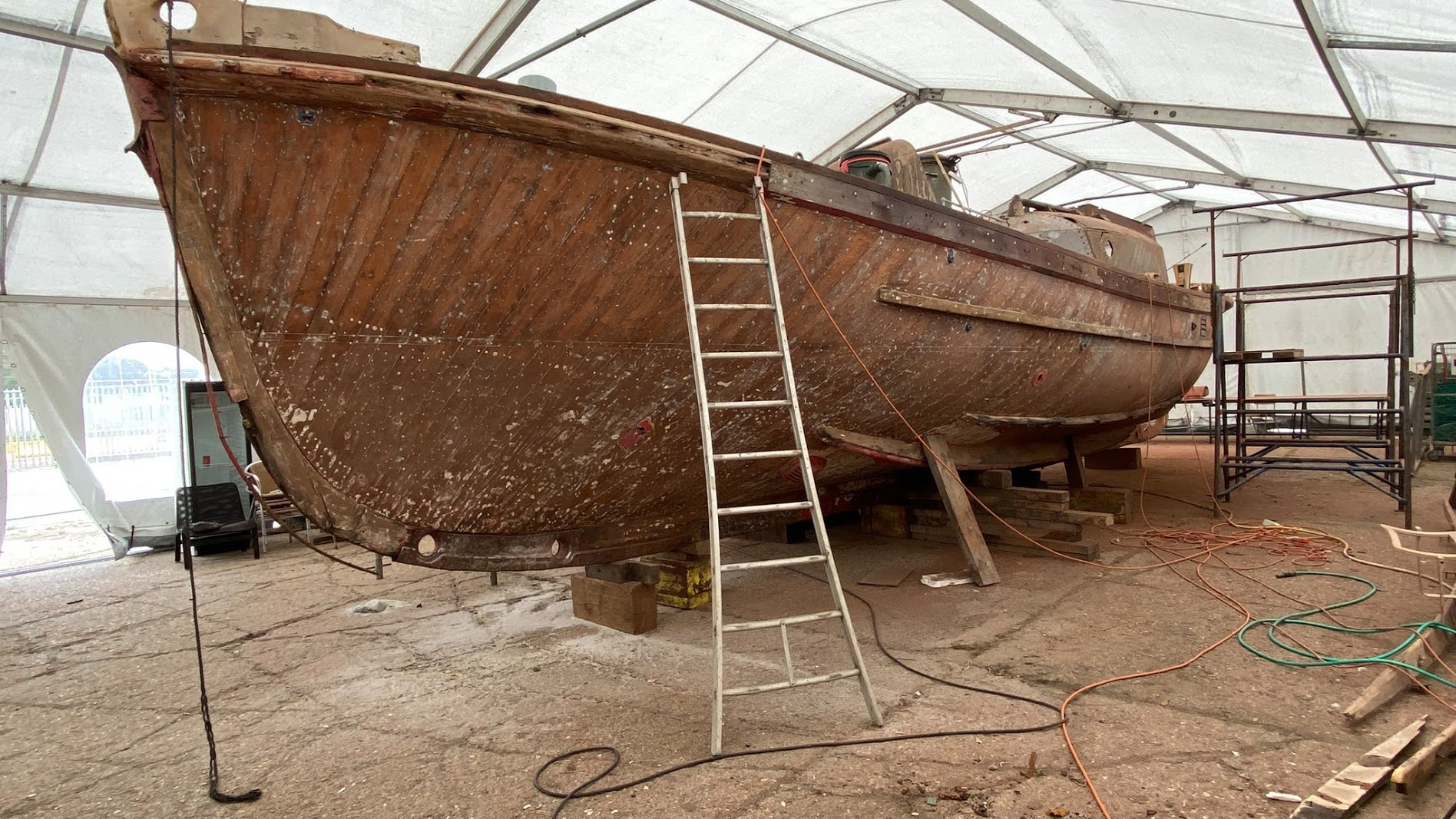
In september 2020 was reddingboot 3 al volledig ontdaan van alle verf en wordt de afwerking van de mahoniehouten romp heel duidelijk.
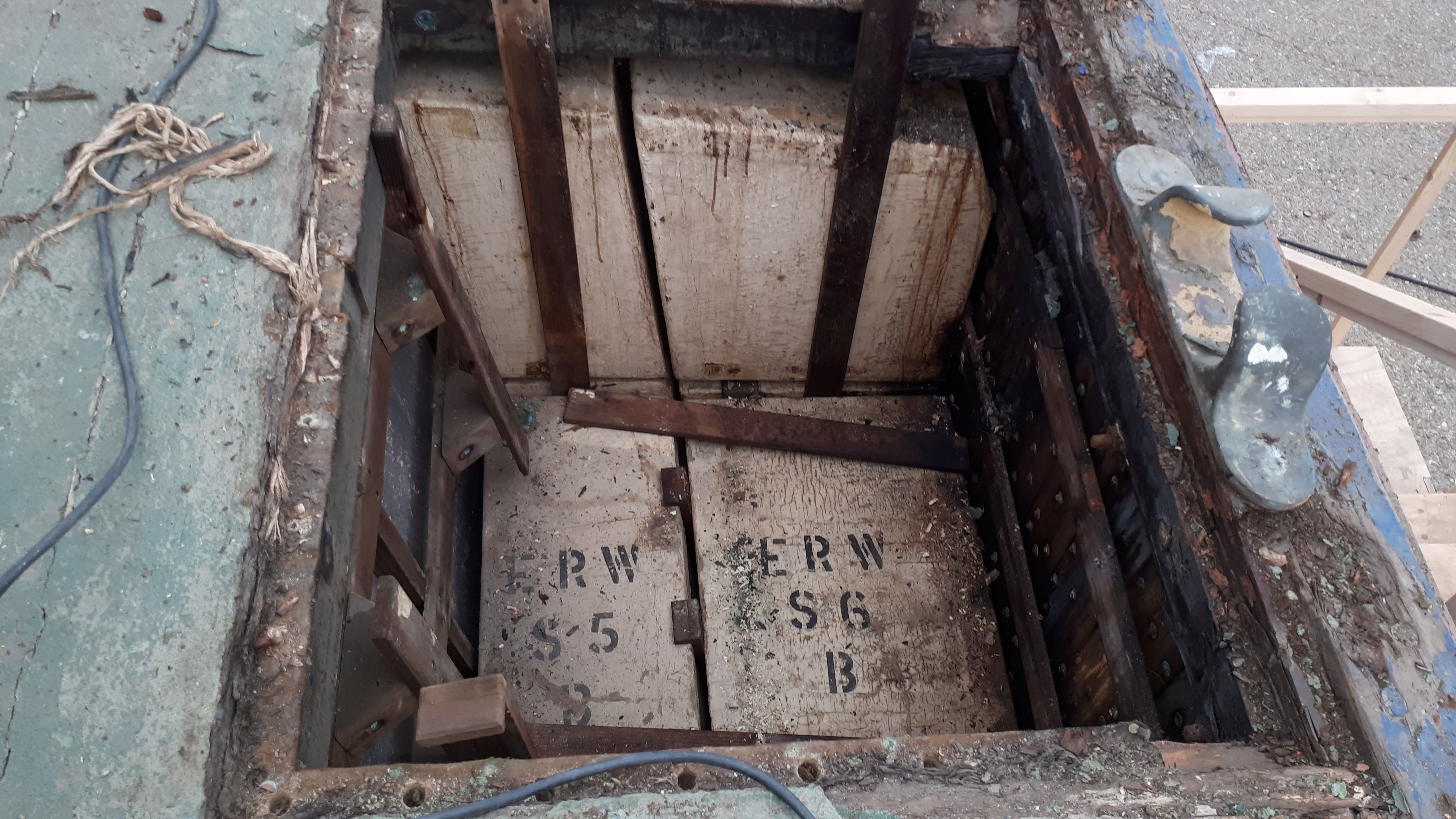
Ruimte met een deel van de 152 drijfelementen stuurboord.
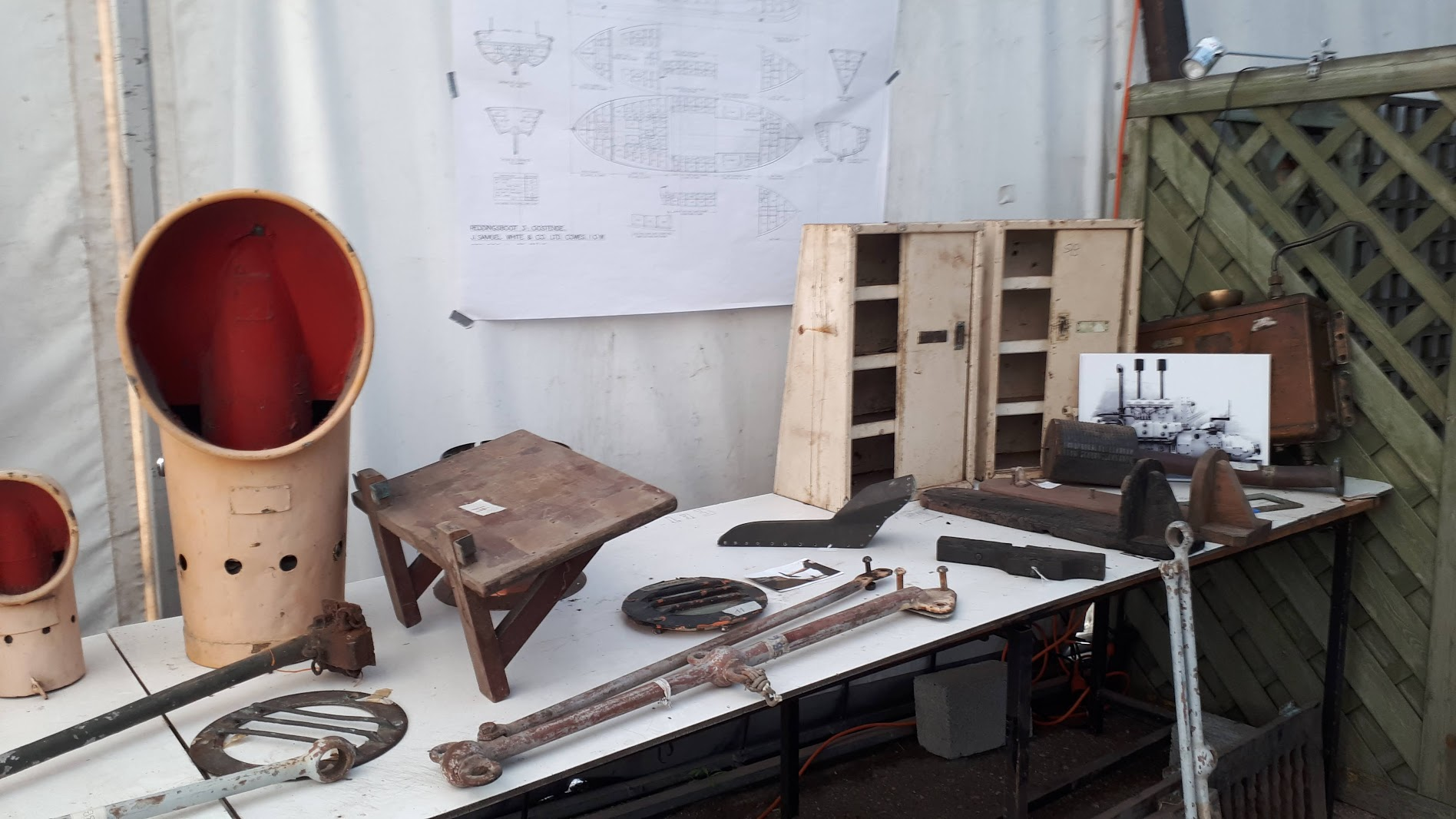
Een greep uit de te restaureren onderdelen. vlnr: kleine en grote luchthapper, patrijspoort, schrijftafel, reling, materiaalkastjes uit de machinekamer, steunen voor de brandblustoestellen, oliereservoir.